# Cuarteto Continental
Cuarteto Continental, conocido también como El Imbatible Cuarteto Continental de Alberto Maraví o El auténtico Cuarteto Continental entre otros, es el nombre de un conjunto de música tropical originario de Lima, Perú, concepto adaptado de la cumbia colombiana por el productor musical Alberto Maraví para el Perú bajo la productora Industria Fonográfica Peruana con soportes magnéticos.
El grupo inició su actividad en 1980 y aún se mantiene vigente por iniciativa de su productor, dueño y director Alberto Maraví. A partir del 2014 surgió una formación de la agrupación, misma que actúa en presentaciones oficiales de Infopesa. 
El Cuarteto Continental en su primera formación fue liderado por diversos vocalistas peruanos, a petición de Alberto Maraví se realizó un casting para integrar la agrupación, teniendo diversas formaciones a lo largo de su primera existencia, entre los que destacan Claudio Morán, César Prado, Julio César Mejía, Julio Mau, Raúl Serrano entre otros cantantes y músicos de la época, basándose sus interpretaciones al estilo de cumbia colombiana con acordeón.

## Antecedentes
Dentro de la historia musical de la cumbia peruana existían diversas tendencias musicales derivadas de origen colombiano fusionados a los ritmos e idiosincrasia del Perú, entre las cuales figuraban la cumbia norteña, la cumbia costeña, chicha, cumbia selvática o amazónica y cumbia andina o serrana entre otras variantes propias del país andino que habían surgido desde la década de los años 60.
Hacia el año de 1980 se había extendido y consolidado el éxito de composiciones y grabaciones musicales de Cumbia peruana hacia diversos países del continente, alcanzando resto de Sudamérica, Centro y Norteamérica, regiones donde, se realizaron diversas adaptaciones de composiciones musicales peruanas y también comercializaciones de las mismas en mayor o menor medida, y en el año citado, irrumpe en el mercado musical peruano el nuevo sonido muy particular de grabaciones de cumbia que se distinguían de las realizadas en el momento, retomando el género de cumbia colombiana con acordeón aunado a los sonidos y ritmos propios del Perú, bajo la tutela de su productor Alberto Maraví quien convoca a los mejores músicos de cumbia que desfilaron por diversos grupos como Los Mirlos o Los Destellos para integrarlos en un nuevo proyecto que se llamaría "Cuarteto Continental".

## Orígenes musicales, de concepto y lanzamiento

### Generalidad
Desde décadas atrás, los grupos de cumbia colombiana, como Aníbal Velásquez Hurtado, Andrés Landero, Policarpo Calle, Los Corraleros de Majagual, Aniceto Molina, Lisandro Meza entre otros, habían llegado con éxito de cumbias de acordeón a diversos países, así como con otros aires colombianos como el Joropo, Porro, Pasaje, Gaita entre otros, pero, dentro del Perú había pocos grupos que se dedicaban al género de acordeón de Cumbia de su país vecino Colombia puesto que se había seguido una línea propia de crear cumbia al estilo adaptado peruano en ocasiones con Guaracha, es cuando el visionario Alberto Maraví crea el proyecto del Cuarteto Continental, y aunque el nombre o referencia de "Cuarteto" como concepto de nombre y musicalmente hablando, ya existía en Colombia desde la década de los 60's con el grupo "Cuarteto Imperial" que grabara internacionalmente para CBS Columbia con estilo de cumbia con acordeón que lanzó éxitos como "Río Mamoré" un río boliviano,(regrabado por el mismo "Cuarteto Continental" bajo el título de "Río Marañón" readaptada del nombre de un río peruano) entre otros, ya se había extendido su influencia a diversos países sudamericanos, así pues, el naciente grupo peruano retoma e intensifica el estilo colombiano de la cumbia con acordeón para el mercado del país, retomando también el concepto de las mezclas de larga duración de temas musicales de al menos diez minutos de duración experimentados antes bajo diversos nombres como por ejemplo los "Continuados" y "Mosaicos" por agrupaciones colombianas, y en Ecuador fueron llamadas por agrupaciones ecuatorianas como "Fiestas continuas" en este caso en particular del grupo peruano Cuarteto Continental realiza los llamados "Pegaditas" ó "Pegaditos".

### Bases
Cuarteto Imperial una agrupación de Colombia radicada en la Argentina lanza el llamado "Supermosaico Imperial" de 1978 editado por CBS popular en diversos países del sur de continente y en particular en Argentina fue la combinación (mosaico) o mezcla ininterrumpida de temas de diversos ritmos en su mayor parte Cumbia unidos en dos tracks de al menos 15 minutos, el material del Cuarteto Imperial incluía los temas covers colombianos de otras agrupaciones y composiciones propias hechas por Heli Toro, pero registradas en la Argentina como "La pollera colorá", "El Caimán", "Santander de Batunga", "Quiero Amanecer", "777 días", "Si tuviera plata iría a Mar del plata", "El aguacero", "Río Mamoré", "Trinidad", "Cumbia sobre el mar", "La burrita", "Eva María", "Hagan el pasito" entre otras.
El concepto de mosaico aparece por primera vez en los LP de Nelson Henriquez de Venezuela en el año de 1973, posteriormente las "Cumbias en mosaico" serían también tomados por diversos grupos y disqueras de manera explícita en Argentina, México y Ecuador, como se mencionó, Cuarteto Imperial en Argentina, La Sonora Dinamita a mediados de los 80's bajo el sello Discos Peerless en México bajo licencia de Discos Fuentes, aunque aún antes de Dinamíta, la agrupación mexicana Los Gatos Negros de Tiberio González grabaron para Discos Orfeón el llamado "Mosaico Gato" en 1976 que consistía de diversos temas como "Pato a la Olla", "Casa de Tiberio", "El palomo", pero no duraba más de 7 minutos, y en 1978 en Ecuador, desde Guayaquil hacían lo propio Los Vallenatos del Guayas que también graban un LP para Discos Aguilar, cumbia con acordeón y coros, llamado "Parranda y cumbia" que duraba aproximadamente 10 minutos por track, también usando acordeón para la ejecución de la cumbia, así pues el concepto de música ininterrumpida era muy estilado a mediados de la década de 1970.
Otra de sus integraciones musicales del grupo peruano fue el acompañamiento musical de guitarra eléctrica en contracompás derivado de la cumbia mexicana de los años 60's y 70's (compárese con las grabaciones del mexicano Xavier Passos de 1970), mostrado así en sus mezclas musicales de cumbias pegaditas de los años 80's "La cadenita", "hace ocho días", "La cosechita", la cual es desprendida del bajosexto propio de la música norteña mexicana, cumbia mexicana que ya se había esparcido dentro del intercambio del folclore entre diversos países de escucha de cumbia, primero hacia Colombia y después hacia el resto de Sudamérica.
Aunado a lo anterior, el nuevo "Cuarteto Continental", principalmente, también, integra dentro de su instrumental a los de corte electrónico, que sería uno de los antecedentes del sonido más moderno y electrónico de la cumbia que años después evolucionaría hacia la llamada Technocumbia, es decir, la utilización de sintetizadores, y batería electrónica, esto, aunado a lo antes citado, forman una amalgama única en su género, que difería de lo realizado en el Perú contra sus competidoras Discos FTA y El Virrey y en Colombia en cuanto a mezcla de géneros musicales de la cumbia colombiana y la cumbia peruana como muestran las grabaciones musicales de la época de otras compañías disqueras peruanas como Sono Radio, o El Virrey, también el grupo utilizó el efecto llamado Fuzztone de la guitarra eléctrica que consiste en la deformación del sonido de las cuerdas mediante pedales que realizan distintos efectos de cambio de tono y una palanca que varía la tensión de las cuerdas que era de nulo uso en agrupaciones colombianas que utilizaban acordeón y que el Cuarteto Continental había combinado derivado de la cumbia peruana.
Dentro de su grabaciones, son incluidas la influencias puras correspondientes a las diversas tendencias y géneros de cumbia peruana, así pues, dentro de esta fusión de géneros y ritmos se mezclan y muestran rasgos también de la cumbia andina, cumbia costeña, cumbia norteña (más acercada en género a su país vecino Colombia), y la cumbia amazónica (de influencias distintas y propias de la región y además de su cercanía al Brasil).
Sumado a todo ese bagaje musical, la culminación de su estilo particular es dada por los cantantes que plasmaron su interpretación particular fusionada a los temas dependiendo la temática de cada una de las letras, así pues, dentro de los cantantes que desfilaron por el grupo, se puede apreciar que había cantantes de los más diversos estilos de vocalización base para cierto corte musical, y más aún la capacidad de interpretar ritmos tropicales, así a grandes rasgos se pueden desprender que Claudio Morán tuvo la capacidad de adaptarse al estilo romántico del grupo por tener un timbre muy "suave y cadencioso" mostrado por ejemplo en "La cosechita", mientras Julio Mau Orlandini se adaptó más al estilo tropical de la cumbia debido en gran parte a que tenía la capacidad de alcanzar tonos altos y bajos sin dificultad mostrada así por ejemplo en "Adiós Paloma", César Prado, tuvo la característica de cantar cumbia con una voz que también alcanzaba tonos graves y agudos, pero más propios de la Salsa, mostrado en "Pollera Amarilla" dentro de uno de los volúmenes de las cumbias pegaditas, mientras que Raúl Serrano mostró más adaptación hacia el corte de voz más propiamente andino o folclorista, mostrada también el tema "Amaneciendo" de aquellos LP, y así desfilarían también muchos más cantantes no menos importantes con tonalidades, matices y estilos diversos que crearían una culminación de Cumbia con acordeón para el Perú, indicando que, todos sin excepción, tuvieron la capacidad de interpretar sin dificultad ritmos tropicales conservando el corte particular de cada uno.
Finalmente, la instrumentación y dotación que poseía el grupo, a pesar de no ser tan compleja, aparentaba ser la de una agrupación de más integrantes, sin embargo, lo muy característico era el uso del acordeón, el bajo sin ningún efecto posterior (directo), tambores o bombos y timbales (llamadas tarolas en el norte del continente y caja en parte de Sudamérica), congas (llamadas en el norte tumbadoras), y finalmente como se dijo, la guitarra eléctrica como base, acompañamiento e incluso acople directo de requinto o llamado "solo" de guitarra en conjunción con las notas ejercidas por el acordeón en sus temas.

### El primer long play
Su primer éxito dentro del mercado peruano fue el Long Play llamado "Cumbias pegaditas (Volumen I), un LP de 33 rpm que como primera instancia conjuntó, las regrabaciones de cumbias colombianas de éxito de diversos grupos y estilos, pero significativamente basándose en el concepto del material del Cuarteto Imperial y su "Supermosaico Imperial" de 1978 del cual regrabaron la mayoría de los diversos temas contenidos en aquel LP, combinados con algunos otros de otras agrupaciones, principalmente de éxitos de Los Corraleros de Majagual conteniendo así en el primer volumen los temas entre los que figuran "Tan bella y tan presumida", "Festival en Guararé", "Aguacero", "Cosecha de mujeres", "Pescador", "Guepa' je", "Charanga Campesina", "Los sabanales", "Eva María", "La burrita", "Hágan el pasito", "Santander de Batunga", "777 días", Si tuviera plata iría a Mar del Plata, "Adiós Adiós Corazón", "La cinta verde" e incluso el éxito italiano adaptado al español de Rafaella Carra "Fiesta" de 1977, la producción, desarrollada por los arreglos y dirección musical de Pancho Acosta, muestra diversas singularidades poco mostradas en el país, entre las que destacan la interpretación de un tema y su cambio de tono hacía otros temas hechas por un grupo peruano, el paso de un tema a otro tenía inserciones de arreglos musicales propios sobre los temas colombianos y argentinos, cuyo director musical, arreglista y primera guitarra era el exintegrante de Compay Quinto, Francisco Acosta Ángeles (Pancho Acosta), así como vocalización de la segunda voz y la ejecución del coro de los mismos. En el acordeón el maestro César Silva, en los timbales el maestro Orlando Pineda, en el bajo Máximo Pecho (después lo corrigió Pancho) con estos integrantes las interpretaciones dejaban a un lado el estilo más autóctono colombiano de interpretación campesina, para, con los arreglos musicales, realizar interpretaciones más estilizadas y refinadas en cuanto a encuadre y afinación, alcanzando así un alto nivel interpretativo distinguible al de producciones extranjeras, salvo y aún con la meticulosidad con la que fueron hechas las producciones, hubo un solo tema dentro de uno de los tantos volúmenes posteriores de "Cumbias pegaditas" en que ocurrió un error de interpretación y desafinación, hecho y no corregido durante su postproducción, aparentemente lo que sucedió, según se aprecia en el audio de la grabación, fue que el bajista no presionó correctamente la cuerda en los trastes del bajo durante el plumilleo, cuerdas de ese instrumento que tienen una gran tensión por lo que probablemente resbaló el dedo desafinando y dejando un hueco de sonidos graves, temporal y muy corto que es casi imperceptible por el acompañamiento de los demás instrumentos, los coros e interpretación de César Prado en la frase "¡mírala!, ¡mírala!, mira como baila ahí pegadita de los hombres...", tampoco es apreciable en equipos reproductores que carezcan de filtros inferiores a los 500 Hz, ni tampoco en los de tipo shelving (agudos y graves), pero es patentemente apreciable en equipos con ecualizadores gráficos de hasta 30 bandas.
Dentro de su primera producción se distinguen las primeras voces de Claudio Morán y César Prado y de segunda voz a Pancho Acosta. Y los coros a Raúl Serrano, que también cantó 2 canciones, en ellas combinan y mezclan diversos éxitos, al género de cumbia, charanga y merengue principalmente, las voces y coros son acopladas perfectamente tanto en encuadre como afinación, conseguida del bajage musical y experiencia previa en otras agrupaciones que poseían tanto músicos como cantantes, finalmente, este primer volumen había conjuntado a los mejores músicos y cantantes de cumbia peruana como una cúspide de talento del país andino en Cumbia, material que sería la punta de lanza para los diversos éxitos futuros del grupo.
Debido al tipo de LP y diámetro del mismo de 30 cm más la duración de cada cara, la calidad de audio en las grabaciones es alta, por lo que su apreciación musical permitió escuchar el alto rango de frecuencias auditivas de cada instrumento, incluso, las más variadas generadas por el acordeón, las mismas fueron también realizadas a dos canales, en estereofónico, otra particularidad es que en las portadas de los mismos, no se incluía fotografías de los integrantes de la agrupación, salvo en algunos LP se incluían en la parte posterior, o frontal, como es el caso del LP "Alegría y Amor" donde interviene Julio Mau Orlandini.

## Evolución y cúspide
Tras el arrasador éxito del LP "Cumbias Pegaditas" LP que se editó en países como Colombia y Argentina bajo el sello de Midas Records, llegando incluso a países como Alemania mediante importación, el grupo contó como en sus inicios de diversos líderes vocales, tuvo al exvocalista de Los Destellos, Claudio Morán que se había lanzado al éxito con por ejemplo "Jardín de Amor" y a Julio César Mejía, más tarde, según constan en sus grabaciones, se integraría al vocalista Julio Mau Orlandini que pertenecía a Los Mirlos de Jorge Rodríguez Grández que había alcanzado la fama con temas como "Mentirosa", así pues, ya se había conjugado un gran bagaje de músicos los más talentosos y experimentados en cuanto a cumbia peruana se refiere, así se alcanzan diversos éxitos dentro del "Cuarteto Continental" algunos covers peruanos principalmente de la onda chichera ó cumbia andina adaptada, más los éxitos colombianos de los que figurarían en su repertorio, "Sarita Colonia" (un cover del Grupo Maravilla y Los Mojarras), "Adiós Paloma", "Tumbahembra", "Alegría y Amor", "La mala conciencia", "Tan bella y presumida", "La cosechita", "Tormentos", "Cumbia del mar adentro", "Poco a poquito", "Río Marañon", "Aventurera", "Eres mentirosa", "Camino de traición", "El delincuente", "Capullo de rosas", "Cumbia de Oriente" "Huayayay" entre numerosos éxitos más, así mayoritariamente su repertorio de grabaciones fueron entre otras, composiciones peruanas, pero con gran influencia colombiana.
Su popularidad fue extendida hacia el interior del país, sobre todo al norte puesto que recibía más influencia musical de su vecino norteño Colombia, así pues, llega su fama a los países más próximos a Perú.
Si bien, el grupo en sus inicios como proyecto, había realizado solo regrabaciones de cumbias colombianas y peruanas, también dentro del concepto de "Cumbias Pegaditas" se grabarían temas no solo de cumbia, si no de otros géneros e incluyendo repertorios de países como Argentina con el tema "Atrévete a mirarme de frente" de Los Wawancó y de México con "Trigo Verde" de Super Show de los Vaskez o "Cumbia del maderero" de la también agrupación mexicana de los hermanos Pedraza Islas Super Grupo Colombia así como también varios covers de Bolivia, Chile entre otros países de folclore clásico adaptado a cumbia, más tarde grabaría temas exclusivos. El catálogo musical continental contenido en los materiales del grupo fue muy ambicioso, incluso abarcarían un tributo a un compositor y cantante popular en América, realizando en 1985 el LP Éxitos de Oro que incluye "Cumbias pegaditas de Leo Dan"

## Deserciones y grupos surgidos bajo el mismo concepto
Años más tarde, alrededor de 1984 Claudio Morán, uno de sus vocalistas principales había dejado el grupo para integrarse a "Cuarteto Universal" del sello fonográfico Discos Horóscopo de Juan Campos, la productora que lanzaría con éxito en ese mismo año al grupo de Cumbia Andina Pintura Roja de Alejandro Zárate, "Cuarteto Universal" se volvería rival musical para el grupo de Infopesa, más tarde en 1986, Los Continentales bajo la voz principal de César Prado tendría un éxito particular sobre la Argentina, antes de su muerte (donde posterior a su descenso, la agrupación toma su estilo de vocalización idéntico con otro cantante para tratar de conservar el estilo del fallecido cantante como se nota en el tema "Paloma del alma mía"), así también, Raúl Serrano como vocalista principal, realiza grabaciones para el mercado mexicano regrabando el tema boliviano de Los Kjarkas "Huayayay" que ya tenía distintas versiones entre ellas la del "Cuarteto Continental", Raúl Serrano lo realizaría para la empresa norteña Discos Peerless en año de 1986, bajo la licencia de Nazareno Producciones, producidas por la Sra. Ticky Dicásolo y entregadas al Sr. José Luis Vela de Predisa, para su edición en Discos Peerless, Raúl Serrano graba amplio material con una integración de músicos peruanos llamada Grupo Fantasma apareciendo en míticas series de LP del mercado mexicano como "Tequendama de Oro" y "El disco del año", incluso se editó un LP completo de Grupo Fantasma editado por la empresa norteña; finalmente, hasta el año de 1986 Julio Mau Orlandini había formado parte del grupo Julio Mau y su Cuarteto Imbatible antes de su muerte en un accidente en el norte del Perú, todas las agrupaciones anteriores, conservarían y diversificarían en sus grabaciones el "estilo cuartetero" de hacer Cumbia con acordeón derivada de su grupo antecesor "Cuarteto Continental", incluso, como se constata en las grabaciones, todas éstas agrupaciones se decían "el de las cumbias pegaditas" invariablemente, excepto la agrupación "Sexteto Internacional" de Julio César Mejía que grabara a la par de su exgrupo "Cuarteto Continental" diversos temas con un estilo más propio de una technocumbia con mezcla andina y en otros temas, con derivaciones de Salsa, utilizando también el concepto de "pegaditos", sin abandonar el "estilo cuartetero" graba diversos temas mezclados para el sello SonoRadio para el mercado peruano, que se replicó también para el mercado mexicano con el LP "Cargamento Tropical" de Sexteto Internacional" de Discos Peerless en 1986.
Al año siguiente, en 1987 se realiza su última grabación, el Volumen 9 de Cumbias pegaditas con el cantante Antonio Ortiz quien continua en activo, después el proyecto el Cuarteto Continental ha continuado vigente junto a su director, propietario y productor, Alberto Maraví, con quien alistan una nueva producción discográfica a lanzarse el año 2014.

## Acerca del registro del nombre de la agrupación de Infopesa
El "Cuarteto Continental" mantiene su registro en la oficina de signos distintivos del Perú, Indecopi del Perú, quienes entregan constancias de registro de nombres y marcas con una vigencia de diez años con derecho de renovación meses antes de su vencimiento. De esta manera, el nombre original de la agrupación aún se mantiene registrada ante entidades peruanas sin variación alguna del registrante quien es Alberto Maraví, que posee el registro, propiedad, derechos, y delegación de licencias que se anexaron a los expedientes desde el año 1980 y con una reciente renovación que expira hasta mediados del año 2022, año en se refrendaría el registro por parte del propietario para continuar con la posesión de todos los derechos de la agrupación.

## Aportes musicales y de estilo
El grupo se caracterizó dentro del Perú por ser uno de los primeros en incluir dentro de sus grabaciones instrumentos de corte electrónico como el sintetizador y la batería electrónica, inclusión de temas de larga duración, si bien la guitarra eléctrica no es exclusiva del grupo puesto que había sido usada dentro del concepto peruano de la cumbia por Enrique Delgado y su grupo Los Destellos, el "Cuarteto Continental" fue uno de tantos que la utilizó variando su uso como se mencionó antes, aunado al estilo propio de la Cumbia peruana de Fuzztone (mas no exclusiva dentro de la música cumbia en general), y principalmente la imposición de estilo de acordeón que sería heredado para diversas agrupaciones posteriores y hasta la fecha. La calidad y arreglos de los temas musicales fue superior a las grabaciones originales, haciendo una cumbia más refinada en interpretaciones. Esto mismo se heredó a las agrupaciones posteriores que se desprendieron de esta.

## Difusión hacia el extranjero y su influencia
El mercado principal de Infopesa fue Perú, pero sus grabaciones llegaron a los países circunvecinos, sus temas dentro de las grabaciones fueron dedicadas a las provincias del país andino como Tarapoto, Saposoa, Pucallpa entre otras ciudades y regiones., pero también se extendieron (así también comercialmente) sus dedicaciones a países como Colombia, Argentina, Bolivia, Chile y Ecuador, su disquera, no hizo patente la distribución hacia el norte del continente, por lo que países como México no conocieron de material musical del grupo debido que, aparentemente, las asociaciones y convenios de Infopesa y las empresas del país norteño correspondían a otras concepciones musicales que tenían éxito en México en donde eran preponderantes la cumbia con "aires de metal" y solo es que hasta el año 1994 se ve reflejada su presencia dentro del mercado negro mexicano de manera más patente debido a la difusión a través de copias ilegales en casete compacto, hecho a través, de los Sonideros de la Ciudad de México que se conoce el material del conjunto, si bien, Infopesa, ya tenía convenios con la empresa norteamericana Discos Peerless difundiendo a otros grupos peruanos, no incluyó dentro de ninguna producción al "Cuarteto Continental", si incluyó a otros grupos como "Sexteto Internacional" dentro de su repertorio, pero, el "Cuarteto Continental", aparentemente, jamás mencionó a México como dedicación en la mayor parte de sus grabaciones, salvo solo, en un par de temas de nulo conocimiento en el país azteca, a pesar de grabar temas de ese país norteño, los mismos no se difundieron hacia ese país.
Durante el año 1994, nacía en el país norteamericano, la Cumbia Andina Mexicana bajo la presencia del grupo proveniente de la "Ciudad de los Dioses", Teotihuacán llamado Los Askis, un grupo que fusionó el folclore andino y la cumbia en México, si bien a bien no se sabe si, el éxito tardío después de ocho años de haberse desintegrado el "Cuarteto Continental", daría influencia o no hacia una regrabación éxito, el tema "Adiós Paloma", para el naciente grupo Los Askis y el naciente estilo variante de Cumbia mexicana, la llamada "Cumbia Andina Mexicana" daría o no el éxito a Los Askis (dato que aún es controvertido) puesto que paralelamente, a la par, de la regrabación del grupo "Los Askis" se lanzó en el mercado negro el éxito del "Cuarteto Continental", pero lo que si se sabe es que, Los Askis hicieron popular en México el tema del Cuarteto Continental "Adiós Paloma" que sería regrabada por el grupo norteamericano a través de sintetizadores con efecto de acordeón, pero como se dijo antes, no se sabe si el mérito lo lleva Los Askis como regrabación (del Cuarteto Continental), o la difusión en el mercado negro por los Sonideros de la capital mexicana y su extensión al interior del país y los Estados Unidos que como se mencionó, irrumpieron en el mercado mexicano, ambas versiones sobreponiéndose en popularidad a una versión muy poco conocida en el país del tema "Adiós Paloma" que llegó años antes en 1992 a través de "Sonido La Changa" grabada por el "Combo Palacio" ó "Virtuosos de la Salsa" de Perú extraída de LP y distribuida en casete en el mercado negro de Tepito.
Es así, sin duda, una de las aportaciones e influencias dadas, en conjunto, con las ideas musicales de los folcloristas integrantes de Los Askis al nacimiento de la Cumbia Andina Mexicana bajo la estela del Cuarteto Continental aunado al folclore de Bolivia, Chile, Perú y Ecuador.
Años más tarde, los éxitos del Cuarteto Continental en México llegarían a cuentagotas, a través de nuevamente, el mercado ilegal, puesto que, la discográfica, Infopesa había hecho una pausa en mercado peruano, incluso, temas como "Adiós Paloma", serían difundidos por radiodifusoras del país norteño, pero se desconoce con que empresa adquirió derechos Televisa Radio y Núcleo Radio Mil para su difusión después de la pausa momentánea de Infopesa, aunque es probable que el material lo tuvieran almacenado desde la década anterior sin difundirlo [cita requerida]. Aunque muchas veces las fuentes de los temas difundidos por la radio mexicana se aportaban directamente por los sonideros de México bajo el sello y patrocinio de los mismos mencionándolos como "éxitos de la changa" o cualquier otro sonidero extraídos de los LP adquiridos en Sudamérica, principalmente Colombia.
En la segunda mitad de los años 80's, Los Continentales concepto derivado del Cuarteto Continental bajo la voz de su exvocalista César Prado tenían ya un éxito asegurado en 1986, sería uno entre tantos grupos como Los Mirlos que darían influencia a la actual Cumbia Villera de Argentina, fusión entre otras de la Cumbia sonidera mexicana, Cumbia peruana y la propia cumbia argentina, así dentro del ambiente de cumbia sonidera mexicana, el tema "El carbonero" de Los Continentales sería modificado extrayendo algunos sonidos e insertando otros utilizados para que su sonido fuera más adaptado a de los DJ de Argentina y México acentuando el sonido de la guacharaca insertada.

## Legado musical
El legado del proyecto de Alberto Maraví fue sin duda, la integración del mayor talento de vocalistas y músicos de Cumbia de la época del país andino, las retoma y combinación e innovaciones de los arreglistas e instrumentaciones electrónicas del grupo, bajo el estilo colombiano puro de la cumbia colombiana, la integración de repertorios de distintos países americanos y de otros del continente, junto con la definición del "estilo cuartetero" de la cumbia (interpretada con acordeón), el concepto retomado de las cumbias combinadas continuadas llamadas "Cumbias pegaditas" darían influencia hacia otras agrupaciones y países como legado musical hacia incluso, la tierra de la Cumbia, Colombia a través de "Cuarteto Universal", bajo las composiciones de compositores míticos peruanos como Walter León, Jorge Chávez Malaver, entre muchos otros del país andino, más aún, fue el detonante base para como se cita antes, la creación de grupos derivados entre los que figuraron, Cuarteto Universal, Claudio Morán y el Cuarteto Los Universales, Los Continentales, Julio Mau y su Cuarteto Imbatible, Sexteto Internacional, Cuarteto Continente y el Grupo Fantasma basados en el "Estilo cuartetero" una forma de llamar a la Cumbia Vallenata (cumbia con acordeón diatónico), además de escuchar una forma diferente de cumbias clásicas.

## Actualidad
"Cuarteto Continental" regresó a los estudios de grabación de Infopesa en el año 2019 bajo la producción del dueño del grupo Alberto Maraví con el tema "Macondo", tema que obtuvo gran acogida en plataformas digitales superando las más de 800 mil reproducciones en Spotify.
Lamentablemente, el regreso del grupo se vio pausado por la pandemia global del Covid 19 del mismo año.
Durante el receso del grupo "Cuarteto Continental" lanza en el año 2020, bajo la disquera Infopesa, el tema "Cumbias Pegaditas Norteñas" el cual también marcó otro suceso en plataformas digitales para el grupo logrando más de 800 mil reproducciones en Spotify.
Posterior a este lanzamiento, y nuevamente bajo la producción de la disquera Infopesa fundada por Alberto Maraví, "Cuarteto Continental" regresó a los escenarios en el año 2023 con los temas "Costa, Sierra y Montaña" y "Pasatiempo". Esta vez y después de un largo tiempo, el grupo optó por apostar por composiciones musicales totalmente inéditas siendo recibidas con gran éxito en plataformas digitales alcanzando la primera más de 1 millon 160 mil reproducciones en Spotify y la segunda más de 983 mil reproducciones en la mencionada plataforma digital.
En el año 2024, "Cuarteto Continental" lanza el tema "Vida Mía" , nuevamente una composición peruana totalmente inédita, alcanzando gran suceso con más de 709 mil reproducciones en Spotify y trazando un nuevo camino para este legendario grupo musical.

## Intento de fraude y usurpación
Hacia principios de 2009 se formó el llamado "El nuevo nuevo Cuarteto Continental" de Walter Dolorier el cual no tiene licencia ni permiso de la disquera Infopesa del Perú ó de Alberto Maraví Chombo (actual propietario del nombre) para hacer uso del registro del nombre, ni mencionarse como "Cuarteto Continental", "El Cuarteto Continental" o alguna otra variante que lucre con el catálogo y trabajo realizado por Industria Fonográfica Peruana S.A. de esa agrupación, El Sr. Walter Dolorier intentó registrar a su fraudulenta agrupación musical con el nombre de "El nuevo nuevo Cuarteto Continental" que en la práctica se refiere exactamente a lo mismo pero la entidad de propiedad intelectual peruana INDECOPI le denegó el registro,
Por otra parte, la formación de este grupo musical no hace en absoluto algún nuevo aporte al estilo y escenario musical actual, solo reinterpreta y explota comercialmente a través de "Rosita Producciones" una de las tantas pequeñas productoras independientes a baja escala que surgen de los gigantes Infopesa, Sono Radio y Discos Horóscopo, del material grabado por el original "Cuarteto Continental", tampoco reúne en absoluto a ningún músico ni cantante de los que formaron la agrupación original, ni tampoco se atavía como la desaparecida agrupación original (esta nueva formación viste a la manera de grupos musicales mexicanos), por lo que en la práctica, esta nueva formación no tiene nada que ver en absoluto con la agrupación de los años 80's y más bien su objetivo es únicamente, aprovechar éxito musical que tuvo y aún tiene el catálogo de Ollantay Music de la agrupación en varios países (como lo hace actualmente) para su explotación en beneficio propio promocionando en diversas páginas de anuncios de internet de diversos países, utilizando el nombre del "Cuarteto Continental" agregando solo el prefijo "El nuevo nuevo", esto lo realiza en webs principalmente de México y Colombia, avisos para su contratación resaltando en todo momento a su manejador Walter Dolorier, como caso particular, también realizó vandalización sobre el artículo de Wikipedia Cuarteto Continental que está documentada en el propio historial de este artículo, eliminando información relevante de su creador, colocando su propio nombre, cuyos cambios fueron revertidos, además de aprovechar su introducción debido a la poca difusión entre los actuales aficionados a la música Cumbia que conocen la música del original Cuarteto Continental, pero desconocen quienes fueron los productores, músicos, cantantes y técnicos que intervinieron para las producciones originales de tanto arraigo en el Perú y diversos países, que aún disfrutan de dicho éxito del "Auténtico Cuarteto Continental de Alberto Maraví".
Frente a este fraude, el dueño del Cuarteto Continental, el Sr. Alberto Maraví interpuso una denuncia en INDECOPI en contra de Walter Dolorier, dando como resultado que al denunciado se le dicta una medida cautelar y se le ordene el cese definitivo de sus ilícitos actos. Asimismo, el denunciado y Walter Dolorier ha sido SENTENCIADO por la Justicia Peruana por USURPAR DE MANERA FRAUDULENTA el nombre del Cuarteto Continetal , grupo que le pertenece al Sr. Alberto Maraví.

## Discografía

### Editada en el Perú (Parcial)
- Cumbias pegaditas (Volumen I) (1980)
- Cumbias pegaditas (Volumen II) (1981)
- Cumbias pegaditas (Volumen III) (1981)
- Cumbias pegaditas (Volumen IV) (1982)
- Cumbias pegaditas (Volumen V)
- Cumbias pegaditas (Volumen VI) (1983)
- Cumbias pegaditas (Volumen VII)
- Cumbias pegaditas (Volumen VIII)
- Cumbias pegaditas (Volumen IX) (1987)
- Éxitos de oro (Incluye Adiós Paloma)
- El disco de Oro - Cuarteto Continental
- Super Hits Vol. 1
- Super Hits Vol. 2
- Super Hits Vol. 3
- Singles varios (Cumbia del maderero, Capullito de rosas, etc.)
- Festival de cumbias
- Navidad Tropical (Participación parcial)
- Alegría y amor
- Mano a mano Infopesa - Claudio Morán y el Cuarteto Los Universales VS. Alberto Maraví y su Cuarteto Continental
- El Auténtico e Imbatible Cuarteto Continental
- Macondo (2019)
- Cumbias Pegaditas Norteñas (2020)
- Costa, Sierra y Montaña (2023)
- Pasatiempo (2023)
- Vida Mía (2024)

### Editada y/o importada en el extranjero (Parcial)
Se editó en el año de 1996 bajo el sello Spartacus Discos una pequeña grabadora ubicada en San Pedro de los Pinos en Ciudad de México un CD con el tema "Adiós Paloma", embebido con otras agrupaciones mexicanas de la época, se tituló como "Ritmo y sabor tropical andino" siendo este el único tema del CD que no encaja dentro del concepto de "andino" puesto que el CD contenía diversas interpretaciones en Cumbia Andina Mexicana, así como temas del folclore puro sudamericano.
El CD tuvo poco tiraje y difusión por el tamaño de la compañía y el mismo se encuentra descontinuado, varios ejemplares sobreviven en Estados Unidos y Canadá, resaltando que dicha grabación, no fue obtenida de las cintas máster ni tampoco tratada para la eliminación de ruido natural de reproducción de LP del que se extrajo y/o remásterización alguna. En este CD la autoría del tema "La paloma" (confundida con "Adiós Paloma") es asignada al español Sebastián Yradier por error puesto que tiene una composición con el título "La paloma" compuesta en el siglo XIX durante el año de 1860 con líricas completamente distintas y así fue impresa en el CD, aunque la autoría original del tema interpretado por el Cuarteto Continental está registrado a nombre del peruano Manuel Ángel Mantilla Paredes, sin embargo el CD conserva el nombre del intérprete como "Cuarteto Continental".
Se editaron hasta el momento dos CD en Sudamérica, el primero con temas del grupo, unido a agrupaciones venezolanas como Emir Boscán y Pastor López, Nelson Henríquez, colombianas como Alfredo Gutiérrez, Policarpo Calle y otras peruanas como el Combo Palacio.
El segundo CD lanzado el mes de diciembre de 2007 comparte créditos con agrupaciones míticas como el mismísimo Lisandro Meza a quien le regrabaran algunos éxitos como "Estas Pillao" y "Cumbia de Oriente" e inclusión de diversos ritmos musicales entre los que figuran, Cumbia, Paseo, Salsa, Merengue, Son y Música Norteña mexicana con Alegres de la Sierra, donde la empresa licenciada para hacerlo en Colombia es Universal Music de Colombia y contenido en el Maximosaico 2008
(Dentro del CD está dentro del llamado "Maximosaico 7 Tropical 3").
Una tercera compilación de cumbia está siendo comercializado en México lanzado en 2008 que integra el tema "Llorando se fue" en voz de Julio Mau Orlandini embebido en un álbum cuádruple apareciendo en dos CD, en el No. 3 como tema simple y en el CD No. 4 en un mix llamado "Sony, Non Stop mix de Cumbias", en el mismo se integran temas de otras agrupaciones peruanas bajo licencia de la empresa Industria Fonográfica Peruana S.A.
| Grupo                | Título de álbum                                                      | Empresa Disquera/Sello       | Año  | Importación o nacional                                                              | País                   | Temas                      | Músicos y Vocalistas                                  | Tipo de soporte          | Agrupaciones con las que compartió créditos |
| Cuarteto Continental | Cumbias pegaditas (Volumen 1)                                        | Infopesa/Midas               | 1980 | Colombia, Bolivia y Argentina                                                       | Importación desde Perú | Varios                     | Claudio Morán, César Prado, Raúl Serrano entre otros. | LP                       | Ninguna |
| Cuarteto Continental | Cumbias pegaditas (Volumen 2)                                        | Infopesa/Midas               | 1981 | Colombia, Bolivia y Argentina                                                       | Importación desde Perú | Varios                     | Varios                                                | LP                       | Ninguna |
| Cuarteto Continental | Cumbias pegaditas (Volumen 3)                                        | Infopesa/Midas               | 1981 | Colombia, Bolivia y Argentina                                                       | Importación desde Perú | Varios                     | Varios                                                | LP                       | Ninguna |
| Cuarteto Continental | Cumbias pegaditas (Volumen 4)                                        | Infopesa/Midas               | 1982 | Colombia, Bolivia y Argentina                                                       | Importación desde Perú | Varios                     | Varios                                                | LP                       | Ninguna |
| Cuarteto Continental | Sin título/Varios/Salsacumbiando/Sonido La Conga/Cumbias Colombianas | Sin empresa (Bootleg)        | 1994 | Maquila nacional de laboratorios clandestinos de Ciudad de México                   | México                 | Adiós Paloma, Huayayay     | Julio Mau Orlandini                                   | CD y Casete sin licencia | Varios. |
| Cuarteto Continental | Disco de Navidad de Radio Uno (Bootleg)                              | Discos Orfeón                | 1994 | Fabricación nacional de México                                                      | México                 | "La paloma" (Adiós Paloma) | Julio Mau Orlandini                                   | CD                       | Varios. |
| Cuarteto Continental | Ritmo y sabor tropical andino (Bootleg)                              | Spartacus Discos             | 1996 | Fabricación nacional de México                                                      | México                 | "La paloma" (Adiós Paloma) | Julio Mau Orlandini                                   | CD                       | Los Askis, Grupo Kacharpari entre otros. |
| Cuarteto Continental | 40 Triunfadores bailables, Volumen 2                                 | Fm Discos Y Cintas S.A.      | 2000 | Fabricación nacional de Colombia                                                    | Colombia               | La medallita - Huayayay    | Julio Mau Orlandini                                   | CD                       | Combo Palacio (Virtuosos de la salsa) y Trío Huaricancha. |
| Cuarteto Continental | Cumbias del recuerdo, 300 temas en MP3 (Bootleg)                     | Sin empresa (Mercado ilegal) | 2007 | Maquila nacional de laboratorios clandestinos de Ciudad de México                   | México                 | Adiós Paloma - Huayayay    | Julio Mau Orlandini                                   | CD                       | Varios, incluye temas con Cuarteto Universal, Cuarteto Los Universales, Ray Cuestas y Sus Palacios, Trombanda de Chick, Combo Palacio, Banda Techno, Rodolfo y la Típica, Los Corraleros de Majagual, Alfredo Gutiérrez y su juventud correlera, Adolfo Echeverría, Aniceto Molina, Afrosound, Grupo Cañaveral, Yaguarú, Los Askis, Los Llayras, Pastor López entre muchos otros (Un tema de cada agrupación y en pocos casos como el de Cuarteto Continental, dos temas). |
| Cuarteto Continental | Maximosaicos 2008                                                    | Universal Music (Colombia)   | 2007 | Fabricación nacional de Colombia                                                    | Colombia               | La medallita               | Julio Mau Orlandini                                   | CD                       | Combo Palacio (Virtuosos de la salsa) y Trío Huaricancha. |
| Cuarteto Continental | Lo esencial de la Cumbia CD No.3 y CD No.4 (en mix)                  | Sony Music (México)          | 2008 | Fabricación nacional de México, bajo licencia de Industria Fonográfica Peruana S.A. | México                 | Llorando se fue            | Julio Mau Orlandini                                   | CD                       | Combo Palacio (Virtuosos de la salsa), Carmen Rivero, Los Líderes, Lucho Cuadros, Super Grupo Colombia, Grupo Marina Perla, Los Wawancó, Chico Novarro y varios más. |

## Frases célebres y de estilo en grabaciones
Finalmente, se pueden mencionar adicionalmente algunas frases de estilo para el grupo hechos por sus integrantes dentro de sus grabaciones, así tenemos a los cantantes y frases (y/o llamados "huapeos") siguientes:

### Generales
- "Y con el auténtico Cuarteto Continental"...
- "Con Cuarteto Continental, el de las cumbias pegaditas, claro, con mucho sabor"...
- "Y ahora sí, para toda Latinoamérica"...
- "goza mi cumbia"...
- "y nos vamos para el norte, centro y sur"...
- "Y éste es el ritmo del Cuarteto Continental"...
- "Y a seguir vacilando"...
- "Y ya nos vamos, por toda la costa, sierra y montaña"...
- "Y llegó el Cuarteto Continental"...
- "Bailemos éstas cumbias pegaditas con el Cuarteto Continental"...
- "Baila mi cumbia sabrosona"...

### Particulares
- Julio Mau Orlandini: "huépaya", "eso, eso, eso", ¡"claro"!, ¡"ajaaa"!
- Claudio Morán: "¡Mamita!", ¡"ay"!
- César Prado: "¡asíiiii!", "ay, pero que buena...", "¡ay que rico!"
- Raúl Serrano: "¡aaaa, aanda!", "eeeeeeee...eso", ¡"wepa, wepa, weeeepa"!, "y vuelve otra vez..."
- José Luis Calderón: "ayayayayayay", "¡rrrrrrrjaa!"
- Julio César Mejía: "¡yayay!", "Que te dure", "Para el Perú y América, claro que sí"